# Lamkopf
De Lamkopf, ook Lammkopf genoemd, is een berg in de deelstaat Salzburg, Oostenrijk. De berg heeft een hoogte van 2846 meter.
De Lamkopf is onderdeel van het bergmassief Hochkönig, dat weer deel uitmaakt van de Berchtesgadener Alpen.